# Neretvani
Neretvani, stara hrvatska etnička skupina ili pleme u području nekadašnje Paganije, uz rijeku Neretvu. Ovim imenom danas se nazivaju stanovnici uz Neretvu.

## Ime
Neretvani (Arentani, Pagani, Neretljani, Narentani, Morjani ili Mariani) su Hrvati koji su u VII. stoljeću naselili prostor između rijeka Cetine i Neretve, po susjednim otocima i poluotoku Pelješcu. Njihovu zemlju, Grci i Bizantinaci nazivaju Arenta po rijeci Neretvi, a ostali Slaveni i Mlečani Neretvanija ili Paganija, što je dolazilo od riječi "pagani", odnosno nekršteni. Neretvani ili Morjani su u nekim dokumentima svoju zemlju spominjali pod imenom Mariania ili Krajina (zato što pripada onima koji žive na obali, odnosno kraju uz more).

## Podjela kneževine
Prostor neretvanske države Paganije bio je sastavljen od tri županije; Rastoke, Mokra i Dalena. Prve su dvije bile pomorske županije s otocima, dok je teritorijalno najveća županija Dalen zauzimala prostor iza Mosora, Biokova i Rilića sve do visokih ramskih planina. Gradovi utvrde koji se tada spominju, bili su: Mucrum ili Mokron (danas Makar, čija je povijesna luka danas poznatija kao grad Makarska), Beroullia ili Vrulja (između današnjih Brela i prijevoja Dubaca), Ostrok ili Ostrog (između današnjega Zaostroga i Podace), Labinetza ili Lapčanj (današnji Gradac). 

## Povijest
Prema mletačkim zapisima, pomorski prostor između ušća rijeka Neretve i Cetine, spominje se kao strah i trepet njihovu brodovlju. Mlečani su poduzimali cijeli niz vojno-pomorskih akcija protiv Neretvana (Morjana) i morjanskog brodovlja, a uglavnom su završavale neuspješno. Za odmazdu su se Neretvani zalijetali u piratske akcije sve do Istre i prekojadranske pokrajine Apulije do obala Monte Gargana.
Mletački dužd Ivan Particijak bio je prisiljen sklopiti mirovni ugovor s Neretvanima 830. godine, a trajao je tek nekoliko godina. Već godine 835. Neretvani su zaplijenili nekoliko mletačkih brodova.
Nakon toga, 839. godine ponovo je sklopljen mir između hrvatskoga kneza Mislava i neretvanskoga kneza Družaka s jedne, te mletačkoga dužda Petra Tradonika s druge strane.Međutim, već sljedeće godine (840.) dužd Petar se morao vratiti osramoćen u Mletke nakon poraza koji su mu nanijeli Neretvani predvođeni knezom Deodatom.
Godine 887. pokraj tadašnje luke Mokron (Makarska) odigrala se legendarna bitka. Ambiciozni dužd Petar Kandijan krenuo je s 12 borbenih brodova na Paganiju. Mlečani su u početku pritisnuli Neretvane, ali se onda ratna sreća okrenula i Neretvani su nanijeli dotad nezapamćen poraz Mlečanima. Kandijan je u toj bitki izgubio glavu. Njegovo je tijelo ostalo u rukama Neretvana, tako da ga je venecijanski tribun Andrija morao ukrasti kako bi ga pokopao u stolnoj gradskoj crkvi. Ova je bitka značajna jer se Mlečani nisu više nikada usudili tako jako napasti Neretvane.
Gotovo cijelo stoljeće Mlečani pokušavaju pokoriti Neretvane, ali im to nikako ne uspijeva. Tako, po tko zna koji put 948. godine pod vodstvom dužda Petra III. Kandijana (unuk gore navedenog) Mlečani u pokušaju osvajanja trpe teške poraze od Neretvana. Nakon toga Mlečani konačno pristaju plaćati danak Neretvanima za slobodnu plovidbu njihovim vodama, što će potrajati sve do 996. godine, do mletačkog otimanja otoka Hvara i Korčule pod vodstvom mletačkog dužda Petra II. Orseola i početka slabljenja Paganije i njezine moći.

## Osobitosti neretvanskog kraja
Neretvanski kraj je u tom razdoblju bio jako nepovoljan za poljoprivredu, stanovnici su se bavili jedino obradom smokava i maslina. Bavili su se i ribolovom koji je, uz gusarenje, bio najvažnija djelatnost. 
Zemlja je, pogotovo uz Neretvu puna močvara i riječnih rukavaca, koje su stanovnici koristili kao prometnice ili u obrambene svrhe. Neretvani bi namamili neprijatelja (najčešće Mlečane) duboko u unutrašnjost močvare, a oni, nespretni u takvim prilikama, dolaskom plime bi se utopili ili otrovali močvarnim plinovima. 
Drugi je način obrane postavljanje stupice u šašu.
Stanovnici su naseljavali najviše uzvisine jer je uz rijeku bilo teško i opasno živjeti, a počeli su se spuštati tek kada su započele melioracije močvara. I danas imamo ostatke napuštenih sela na uzvisinama.

Neretvanski kraj je možda najpoznatiji po autohtonim neretvanskim lađama i trupicama ili trupama. Ta su se plovila koristila stoljećima i imala široku primjenu, od transportne do borbene.Mogla su se potopiti pod vodu i ponovo izvući kad je potrebno, što je bila prednost u obrani.

### Zanimljivosti
Dan Hrvatske ratne mornarice obilježava se 18. rujna, kada su hrvatski mornari - Neretvani davne 887. godine u bitki kod Makarske porazili mletačku flotu dužda Kandijana, čime se želi posebno istaknuti hrvatska pomorska tradicija.
Danas se u čast neretvanskih gusara vozi Maraton lađa od Metkovića do Ploča u atohtonim plovilima.

## Danas
Neretvanima se danas nazivaju stanovnici plodne delte rijeke Neretve, što odgovara južnohrvatskom zemljopisnom prostoru koji se proteže između gradova Metkovića i Ploča. 